# 2023年美國聯盟冠軍賽
2023年美國聯盟冠軍賽（英語：ALCS）是美國聯盟季後賽第三輪比賽，採用7戰4勝制，勝出的球隊為美國聯盟冠軍並晉級世界大賽，本屆是由衛冕軍休士頓太空人（美聯西區冠軍，第2種子）與德州遊騎兵（美西第二，美聯外卡第二，第5種子）展開對決。
本次比賽也是孤星大戰首次在季後賽上演。

## 德州遊騎兵對休士頓太空人
| 場次 | 客隊   | 比分  | 主隊   | 日期     | 場地           | 觀眾人數 |
| ---- | ------ | ----- | ------ | -------- | -------------- | -------- |
| 1    | 遊騎兵 | 2：0  | 太空人 | 10月15日 | 美粒果公園球場 | 42872    |
| 2    | 遊騎兵 | 5：4  | 太空人 | 10月16日 | 美粒果公園球場 | 42879    |
| 3    | 太空人 | 8：5  | 遊騎兵 | 10月18日 | 全球人壽球場   | 42368    |
| 4    | 太空人 | 10：3 | 遊騎兵 | 10月19日 | 全球人壽球場   | 42060    |
| 5    | 太空人 | 5：4  | 遊騎兵 | 10月20日 | 全球人壽球場   | 41519    |
| 6    | 遊騎兵 | 9：2  | 太空人 | 10月22日 | 美粒果公園球場 | 42368    |
| 7    | 遊騎兵 | 11：4 | 太空人 | 10月23日 | 美粒果公園球場 | 42814    |

### 10月15日 第一場
德克薩斯州休士頓美粒果公園球場
| 德州遊騎兵 | 0 | 1 | 0 | 0 | 1 | 0 | 0 | 0 | 0 | 2 | 6 | 0 |
| 休士頓太空人 | 0 | 0 | 0 | 0 | 0 | 0 | 0 | 0 | 0 | 0 | 5 | 0 |
| 勝投： 喬丹·蒙哥馬利（1－0） 敗投： 賈斯汀·韋蘭德（0－1） 救援成功： 荷西·萊克勒克（1） 全壘打： 遊騎兵：萊奧迪·塔維拉斯（5上，1分） 太空人：無 |   |   |   |   |   |   |   |   |   |   |   |   |

遊騎兵與太空人的美聯冠軍戰正式開打，遊騎兵2局上靠著埃文·卡特二壘安打率先攻戰得點圈，下一棒的喬納·海姆鎖定賈斯汀·韋蘭德內角速球，敲出中外野強近平飛安打，幫助遊騎兵1比0先馳得點。4局上太空人發起反攻號角，2出局後連續3支安打攻占滿壘，不過遊騎兵先發投手喬丹·蒙哥馬利用速球讓馬丁·馬唐納多揮空三振，化解危機。5局下遊騎兵再度擴大領先，1出局後萊迪·塔維拉斯逮中韋蘭德的失投滑球大棒一揮陽春砲，遊騎兵2比0領先。蒙哥馬利則在7局下解決首名打者後退場，接替的喬許·斯博茲投0.2局，在8局下面對首名打者荷西·奧圖維投出保送後退場。遊騎兵派出阿羅魯迪斯·查普曼接手，他卻差點遭到艾力克斯·布萊格曼砲轟，不過該球最後遭到中外野手卡特接殺，已經衝上二壘的艾圖維也趕緊回到一壘。然而卡特接殺後隨即將球回傳二壘，二壘手馬可斯·塞米恩示意教練團提出挑戰，認為艾圖維在回到一壘時並未確實再踩踏二壘壘包，經重播輔助判決後也確定改判，艾圖維確實在回一壘過程中沒踩到二壘壘包，遭到封殺。隨後約爾丹·艾爾法瑞茲敲出滾地出局，形成變相三上三下。9局上何塞·勒克萊爾順利關門，遊騎兵搶下開門紅。

### 10月16日 第二場
德克薩斯州休士頓美粒果公園球場
| 德州遊騎兵 | 4 | 0 | 1 | 0 | 0 | 0 | 0 | 0 | 0 | 5 | 8 | 1 |
| 休士頓太空人 | 0 | 1 | 0 | 1 | 0 | 1 | 0 | 1 | 0 | 4 | 6 | 2 |
| 勝投： 納坦·艾瓦爾迪（1－0） 敗投： 弗蘭柏·瓦德茲（0－1） 救援成功： 荷西·萊克勒克（2） 全壘打： 遊騎兵：喬納·海姆（3上，1分） 太空人：約爾丹·艾爾法瑞茲（2下，1分、8下，1分）、艾力克斯·布萊格曼（4下，1分） |   |   |   |   |   |   |   |   |   |   |   |   |

遊騎兵首局就突破太空人王牌左投弗蘭柏·瓦德茲的投球，單局攻下4分先馳得點。2局下，太空人靠著重砲約爾丹·艾爾法瑞茲陽春砲追回1分，但是3局上喬納·海姆也用陽春砲還以顏色。4局下，艾力克斯·布萊格曼也加入開轟行列，再一發陽春砲幫助太空人追近比分。5局下，太空人一度無人出局攻占滿壘，然而遊騎兵先發投手納坦·艾瓦爾迪穩住陣腳連飆2K，再解決布萊格曼，化解危機。儘管太空人後面有反攻火力，加上艾爾法瑞茲手感火燙上演單場雙響砲，但遊騎兵最終仍以5比4險勝太空人，系列賽取得2連勝。

### 10月18日 第三場
德克薩斯州阿靈頓全球人壽球場
| 休士頓太空人 | 0 | 3 | 1 | 1 | 0 | 0 | 2 | 1 | 0 | 8 | 12 | 0 |
| 德州遊騎兵 | 0 | 0 | 0 | 0 | 2 | 0 | 2 | 1 | 0 | 5 | 6  | 0 |
| 勝投： 克里斯蒂安·哈維爾（2－0） 敗投： 麥斯·薛澤（0－1） 救援成功： 萊恩·普萊斯利（3） 全壘打： 太空人：荷西·奧圖維（3上，1分） 遊騎兵：喬許·楊恩（5下，2分、7下，2分） |   |   |   |   |   |   |   |   |   |   |    |   |

有著輸不得壓力的太空人成功谷底反彈，2局上先靠著遊騎兵塞揚強投麥斯·薛澤暴投送分，接著馬丁·馬唐納多敲出2分打點安打，一口氣灌進3分大局。3局上輪到「阿土伯」荷西·奧圖維挺身而出，他掃出中左外野方向陽春砲痛擊薛澤，生涯季後賽第25轟出爐，擊球初速104.4英哩、飛行距離413英呎，幫助球隊取得4比0領先。太空人4局上又有攻勢，靠著莫里西歐·杜邦的適時安打再添1分，前4局一安難求的遊騎兵在5局下終於突破太空人先發投手克里斯蒂安·哈維爾，喬許·楊恩夯出2分砲縮小分差，太空人5比2領先。太空人火力不停歇，7局上約爾丹·艾爾法瑞茲擊出2分打點安打，添加重要保險分，而遊騎兵也有所回應，7下楊恩再度敲出2分砲，單場雙響灌進4分打點，追成4比7落後。第8局雙方各添1分，8局打完太空人握有8比5領先，9局下太空人派出守護神萊恩·普萊斯利上場關門，成功守住勝利。

### 10月19日 第四場
德克薩斯州阿靈頓全球人壽球場
| 休士頓太空人 | 3 | 0 | 0 | 4 | 0 | 0 | 2 | 1 | 0 | 10 | 11 | 0 |
| 德州遊騎兵 | 0 | 2 | 1 | 0 | 0 | 0 | 0 | 0 | 0 | 3  | 8  | 0 |
| 勝投： 萊恩·斯塔內克（1－0） 敗投： 丹恩·唐寧（0－1） 全壘打： 太空人：荷西·阿布瑞尤（4上，3分）、查斯·麥科密克（7上，2分） 遊騎兵：阿多利斯·賈西亞（2下，1分）、柯瑞·席格（3下，1分） |   |   |   |   |   |   |   |   |   |    |    |   |

太空人開賽就靠著荷西·奧圖維與莫里西歐·杜邦連續安打攻佔得點圈，隨後艾力克斯·布萊格曼掃出清壘三壘安打，約爾丹·艾爾法瑞茲也補上適時一擊，取得3比0領先。遊騎兵2局下反攻，阿多利斯·賈西亞轟陽春砲打出氣勢，延續安打後喬許·楊恩敲1打點高飛犧牲打，3局下換柯瑞·席格開轟扳平為3比3。太空人4局上要回領先，趁遊騎兵奉送兩保送延續攻勢，滿壘時刻艾爾法瑞茲敲1分打點高飛犧牲打，隨後荷西·阿布瑞尤轟三分砲，將比數拉開至7比3。7局上查斯·麥科密克轟兩分砲，將比分擴大至9比3。8局上奧圖維又敲出二壘安打，隨後艾爾法瑞茲補上適時安打再下一城，加上牛棚後續守成，太空人最終10比3擊潰遊騎兵，2比2扳平系列戰。

### 10月20日 第五場
德克薩斯州阿靈頓全球人壽球場
| 休士頓太空人 | 1 | 0 | 0 | 0 | 0 | 1 | 0 | 0 | 3 | 5 | 8 | 0 |
| 德州遊騎兵 | 0 | 0 | 0 | 0 | 1 | 3 | 0 | 0 | 0 | 4 | 8 | 1 |
| 勝投： 萊恩·普萊斯利（1－0） 敗投： 荷西·萊克勒克（0－1） 全壘打： 太空人：艾力克斯·布萊格曼（1上，1分）、荷西·奧圖維（9上，3分） 遊騎兵：奈特·洛爾（5下，1分）、阿多利斯·賈西亞（6下，3分） |   |   |   |   |   |   |   |   |   |   |   |   |

兩隊在前五局各靠一發陽春砲打成1比1平手，6局上，喬丹·蒙哥馬利先遭遇亂流失1分，但是6局下，阿多利斯·賈西亞敲出逆轉3分砲扭轉戰局。
8局下，Bryan Abreu故意對賈西亞投出觸身球，雙方爆發板凳清空衝突，最終投打兩人和太空人總教練都遭到驅逐出場。
9局上，遊騎兵推派季後賽前7場都有登板的終結者José Leclerc上場，但他卻被荷西·奧圖維敲出逆轉3分砲。9局下，遊騎兵無人出局攻占一二壘，不過接下來攻勢中斷，太空人便以5比4率先取得聽牌優勢。

### 10月22日 第六場
德克薩斯州休士頓美粒果公園球場
| 德州遊騎兵 | 0 | 1 | 0 | 2 | 0 | 0 | 0 | 1 | 5 | 9 | 10 | 0 |
| 休士頓太空人 | 1 | 0 | 0 | 0 | 0 | 1 | 0 | 0 | 0 | 2 | 6  | 1 |
| 勝投： 納坦·艾瓦爾迪（1－0） 敗投： 弗蘭柏·瓦德茲（0－2） 全壘打： 遊騎兵：米契·加佛（2上，1分）、喬納·海姆（4上，2分）、阿多利斯·賈西亞（9上，4分） 太空人：無 |   |   |   |   |   |   |   |   |   |   |    |   |

太空人首局就靠著安打串聯先馳得點，不過遊騎兵隨即在2局上反攻，米契·加佛開轟扳平比數。4局上再靠著喬納·海姆的兩分砲取得超前。
前8局打完，雙方依舊維持兩分差。8局下，太空人錯失滿壘得分機會，結果9局上換遊騎兵形成滿壘，柯瑞·席格觸身球保送擠回1分，下一棒單場吞下4K的阿多利斯·賈西亞轟出滿貫砲，讓遊騎兵最終以9比2扳平系列賽。

### 10月23日 第七場
德克薩斯州休士頓美粒果公園球場
| 德州遊騎兵 | 3 | 0 | 1 | 4 | 0 | 2 | 0 | 1 | 0 | 11 | 15 | 0 |
| 休士頓太空人 | 1 | 0 | 1 | 0 | 0 | 0 | 1 | 0 | 1 | 4  | 12 | 0 |
| 勝投： 喬丹·蒙哥馬利（2－0） 敗投： 克里斯蒂安·哈維爾（1－1） 全壘打： 遊騎兵：柯瑞·席格（1上，1分）、阿多利斯·賈西亞 2（3上，1分、8上，1分）、奈特·洛爾（6上，2分） 太空人：艾力克斯·布萊格曼（3下，1分）、荷西·奧圖維（9下，1分） |   |   |   |   |   |   |   |   |   |    |    |   |

遊騎兵首局就火力全開，打第2棒的強打柯瑞·席格揮出陽春砲，全隊士氣大振，後續又靠著阿多利斯·賈西亞、米契·加佛安打建功，鯨吞3分大局。太空人先發投手克里斯蒂安·哈維爾僅投0.1局就被KO。太空人1局下馬上靠荷西·奧圖維掃出「射牆」二壘安打反攻，近期攻擊正夯的荷西·阿布瑞尤的適時安打破蛋，不過遊騎兵在3局上靠著賈西亞的陽春砲再度取得領先。太空人3局下有所回應，艾力克斯·布萊格曼敲出陽春砲縮小差距，但遊騎兵火力無法擋，4局上一口氣打了10個人次、包括賈西亞再度建功揮出2分打點安打，猛灌4分大局取得遙遙領先，成為比賽轉捩點。6局上，遊騎兵攻勢再起，奈特·洛爾擊出2分砲添加保險分。太空人在比賽末段反撲無力，最後遊騎兵11比4大勝太空人，成功挺進世界大賽。
賈西亞憑藉著5發全壘打和破大聯盟紀錄的單一系列賽15分打點拿下了系列賽MVP，原本的紀錄保持人是另一名遊騎兵球員克魯茲，他在2011年的美聯冠軍賽以6發全壘打打下13分（不過克魯茲只用了六場比賽）。
賈西亞在這個系列賽最後四場都打出全壘打，史上僅有三人比這個更長的季後賽連續場次開轟紀錄：2004年卡洛斯·貝爾川、2020年賈恩卡洛·斯坦頓連5轟，最長的連續開轟紀錄則是2015年丹尼爾·墨菲連6場開轟，賈西亞將在世界大賽試圖追上這些紀錄。而季後賽連續3場3打點以上是史上第三次，前一次得追溯至25年前1998年的諾馬·賈西亞帕拉，第一人則是1981年的葛雷格·奈托斯。至於在世界大賽前的季後賽已經累計20打點則是史上第一人，他將在世界大賽試圖挑戰弗里斯同樣是在2011年創下的單年度季後賽21分打點紀錄：擁有弗里斯的紅雀隊在那一年的世界大賽擊敗了克魯茲和漢米爾頓坐鎮的遊騎兵。